# با عمر جوبي
با عمر جوبي (بالإنجليزية: Pa Omar Jobe)‏ هو لاعب كرة قدم غامبي، ولد في 26 ديسمبر 1998 في Yundum ‏ في غامبيا. لعب مع نادي شكينديا ونادي شيخ جمال دهانموندي ونيمان غرودنو.

## وصلات خارجية
- با عمر جوبي على موقع قاعدة بيانات كرة القدم.إي يو (الإنجليزية)
- با عمر جوبي على موقع ناشيونال فوتبول تيمز (الإنجليزية)
- با عمر جوبي على موقع Soccerway.com (الإنجليزية)